# 植村甲午郎
植村甲午郎（日语：植村 甲午郎/うえむら こうごろう，1894年3月12日—1978年8月1日），日本的实业家。曾担任日本經濟團體聯合會会长。